# Yudania Hernández Estévez
Yudania Hernández Estévez (Cuba, 13 de septiembre de 1973) es una Maestro Internacional Femenino de ajedrez que representa actualmente a España.

## Palmarés y participaciones destacadas
Fue campeona de Cuba femenina de ajedrez en 1994 y fue ganadora del campeonato de Cuba juvenil femenino en 1992 y 1993. Fue dos veces campeona de España, en 2001 y 2011, y resultó subcampeona en dos ocasiones, en 1998 y 2002.
Participó representando a Cuba en las Olimpíadas de ajedrez en una ocasión y representando a España en siete ocasiones en 1994, 1998, 2000, 2002, 2004, 2006 y 2012 y su octava participación será en 2014 y en el Campeonato de Europa de ajedrez por equipos en cinco ocasiones, en 1999, 2001, 2005, 2007 y 2011.
En 2015 se convirtió en la campeona femenina de ajedrez rápido de España al ser la primera mujer (puesto 23) en la clasificación final del Campeonato de España de Ajedrez Rápido.